# هارون جي. لافي
هارون جي. لافي هو قاضي وسياسي أمريكي، ولد في 4 يوليو 1881، وتوفي في 21 نوفمبر 1955. نشط حزبياً في الحزب الديمقراطي. وقد انتخب عضو جمعية ولاية نيويورك ‏.